# Tarnówko (województwo wielkopolskie)
Tarnówko – wieś w Polsce położona w województwie wielkopolskim, w powiecie czarnkowsko-trzcianeckim, w gminie Połajewo na wschodnim skraju Puszczy Noteckiej.
W latach 1975–1998 miejscowość położona była w województwie pilskim.
Pierwsza wzmianka o miejscowości pochodzi z 1448. Była wtedy częścią dóbr czarnkowskich. W wieku XIX wieś została odkupiona od Bolesława Wolskiego przez państwo pruskie i była zasiedlana niemieckimi kolonizatorami. Pamiątką tego jest znajdujący się na północno-wschodnim krańcu wsi kościół pw. Matki Bożej Szkaplerznej zbudowany w stylu neogotyckim w latach 1907–1909.